# Calceolaria polyclada
Calceolaria polyclada är en toffelblomsväxtart som beskrevs av Kränzl.. Calceolaria polyclada ingår i släktet toffelblommor, och familjen toffelblomsväxter. Inga underarter finns listade i Catalogue of Life.